# گل و شمشیر
گل و شمشیر (کره‌ای: 칼과 꽃; لاتین‌نویسی اصلاح‌شده: Kalgwa kkot) یک مجموعهٔ تلویزیونی کره جنوبی سال ۲۰۱۳ با بازی کیم اوک-بین و اوم ته وونگ است. این مجموعه از ۳ ژوئیه تا ۵ سپتامبر ۲۰۱۳، روزهای چهارشنبه و پنجشنبه ساعت ۲۱:۵۵ (کی‌اس‌تی) از کی‌بی‌اس۲ برای ۲۰ قسمت پخش شد. کیم اوک-بین و اوم ته وونگ نقش عاشقانی را به تصویر کشیدند که عشق آنها به خاطر نبرد پدرانشان برای قدرت سیاسی در دوران گوگوریو، با مشکل مواجه است.

## خلاصه داستان
درام دوره ای در سال های گرگ و میش گوگوریو اتفاق می افتد. ژنرال نظامی یئون گائه سمون می خواهد با سلسله تانگ وارد جنگ شود، اما پادشاه صلح طلب یئونگ نیو دیپلماسی و ثبات ملی را انتخاب می کند و در نبرد اراده آنها، شورای کاخ بین "شاهین" و "کبوتر" تقسیم می شود.
یئونگ نیو دو فرزند دارد، شاهزاده خانم سوهی و ولیعهد هوانگ وون. پادشاه به‌ویژه به دختر بزرگ‌ترش سوهی به‌خاطر باهوش بودن، قاطعیت، همدلی و شمشیر زن عالی افتخار می‌کند و در جریان بحث‌های مکرر آنها در مورد مسائل دولتی و سیاسی به عقیده او احترام می‌گذارد. هوانگوان جوانتر و ضعیف تر، علیرغم اینکه وارث است، تصدیق می کند که برای حکومت مناسب نیست و ترجیح می دهد کتاب هایش را بی سر و صدا در اتاقش بخواند. با این وجود، خواهر و برادرها رابطه نزدیک و محبت آمیزی با یکدیگر و پدرشان دارند.
در همین حال، پسر نامشروع یئون گائسومون، چونگ، که از مادری برده متولد شده است، به امید تماشاگرانی با پدرش، وارد پایتخت می شود. در حالی که در جاده هستند، ولیعهد و شاهزاده خانم در کالسکه خود مورد حمله قرار می گیرند. یئون گاسومون و متحدانش قاتلانی را برای جعل حمله تانگ استخدام کرده بودند، زیرا این می تواند زمینه ای برای جنگ شود. چوننگ نقابدار با مشاهده این موضوع از روی پشت بام، از تیر و کمان خود برای کشتن یک قاتل بازمانده در بازداشت استفاده می کند تا از دخالت دادن پدرش جلوگیری کند. کمی بعد، چونگ و سو هی در بازار با هم آشنا می شوند و در نگاه اول عاشق هم می شوند.
پس از اینکه پدرش او را رد می کند، چونگ تصمیم می گیرد چیزی از زندگی او بسازد و یکی از اعضای گارد سلطنتی می شود، در حالی که سو هی از پدرش بی خبر است. هنگامی که او یک سوء قصد دیگر را خنثی می کند، چونگ توسط جانگ برادرزاده پادشاه به عنوان تیرانداز نقابدار شناخته می شود و او به اعدام محکوم می شود. یئون گاسومون جاه‌طلبی‌های جانگ را شکار می‌کند، و با هم نقشه می‌کشند تا چونگ را از حلق آویز کردن نجات دهند، بدون اینکه سو هی غمگین که باور دارد مرده است. اما چونگ نمی تواند مقاومت کند که خود را به او نشان دهد و عاشقان با خوشحالی دوباره به هم می رسند.
یئونگنیو از ترس اینکه قدرت و نفوذ ژنرال به سرعت بر تاج و تخت غلبه کند، به یئون گائسومون دستور می دهد تا بر ساخت دیوار دفاعی چئولی جانگ سونگ در استانی دورافتاده نظارت کند که عملاً او را تبعید می کند. در تلافی، یون گائسومون و توطئه‌گرانش قصد شورش را دارند. به دلیل دخالت چونگ شکست می خورد، اما ولیعهد پس از سقوط از اسب مسموم به شدت مجروح می شود. پادشاه به طور غیرمنتظره ای سو هی را به عنوان جانشین خود برای تاج و تخت اعلام می کند، امیدهای جانگ را از بین می برد و باعث می شود که سرانجام وفاداری خود را به یون گائسومون تغییر دهد.
یئونگنیو از گئومهوادان، یک گروه مخفی از جنگجویان برای محافظت از خانواده سلطنتی و شهروندان در زمان قیام و جنگ، می خواهد تا در مورد آن تحقیق کنند. اما آنها در یافتن شواهد صریح که یون گائسومون را به شورش شکست خورده مرتبط می کند، مشکل دارند. یئونگنیو که راه حل دیگری برای بن بست ایدئولوژیک آنها که باعث ناآرامی سیاسی می شود، نمی بیند، تصمیم می گیرد که ژنرال و خائنان دیگرش را ترور کند. اما یئون گاسومون نقشه‌های دقیق خود را دارد و به چونگ هشدار می‌دهد که با خانواده‌اش یک طرف را درست انتخاب کند. او به چونگ می‌گوید برای اثبات وفاداری خود، سر شاهزاده خانم را قطع کند و به سربازی دستور می‌دهد که اگر علیه آنها اقدامی کرد، او را بکشد. چونگ که به شدت دچار درگیری شده و در عین حال قادر به خیانت به پدرش نیست، موافقت می کند که به طرح بپیوندد، اما فقط به این دلیل که مخفیانه قصد دارد سو هی را از آنچه قرار است نجات دهد.
بدین ترتیب، یئون گائسومون، متحدانش و نیروهایشان وارد کاخ می شوند و کودتای خونینی را به راه می اندازند. ارتش سلطنتی به دستور جانگ کنار می‌رود و توطئه‌گران وزیران شورا و سربازان وفادار باقی مانده را قتل عام می‌کنند. برادر سو هی، ولیعهد، جلوی چشمان او به قتل می رسد. گئومهوادان پادشاه را ترغیب می کنند که فرار کند، اما او در اتاق تاج و تخت ایستاده و با وقار با دشمنان خود روبرو می شود. یئون گاسومون با این باور که واقعاً بهترین کار را برای گوگوریو انجام می دهد، با ضربه زدن مستقیم به روده یئونگنیو با شمشیر خود مرتکب خودکشی می شود. هنگامی که او چونگ را آنجا می‌بیند، سوهی کاملاً ویران شده، بدترین حالت را تصور می‌کند که او بخشی از توطئه بوده است، بدون اینکه متوجه شود که چونگ جان خود را در جنگ با سربازان پدرش برای محافظت از او به خطر انداخته است.
یون گائسومون جانگ را به عنوان پادشاه جدید بوجانگ منصوب می کند. اما او فقط یک پادشاه دست نشانده است و یون گائسومون به دای مگنیجی ("نخست وزیر بزرگ") یا فرمانروا و دیکتاتور واقعی گوگوریو تبدیل می شود. چونگ با این باور که سو هی در کودتا مرده است، موضع قبلی خود را تغییر می دهد و به هدف یئون گاسومون می پیوندد تا قدرت را به دست آورد و خود را محکوم می کند که اگر او ناتوان نبود، شاید می توانست او را نجات دهد. اما سوهی زنده است و توسط گئومهوادان پنهان شده است. او نام خود را به مو یونگ تغییر می دهد (به معنای "بی سایه" زیرا او دیگر در جهان وجود ندارد) و عهد می کند که انتقام مرگ خانواده اش را بگیرد.

## عنوان
در یکی از فلاش بک ها، یئونگنیو از دخترش می پرسد که به نظر او کدام قوی تر است - شمشیر یا گل. او به او می گوید که شمشیر به راحتی می تواند گل را قطع کند، اما گل می تواند پس از قطع شدن دوباره شکوفا شود. و در چرخه دائمی بریدن و شکوفه دادن، شمشیر ناگزیر زنگ می زد و جای خود را می داد. یئونگنیو نتیجه گیری می کند: "شمشیر برای بریدن گل استفاده نمی شود، بلکه برای محافظت از گل است."
برعکس، به قول دیگری «گلها مثل عشق پژمرده می شوند، فقط تیغه ها جاودانه هستند».

## بازیگران

### بازیگران اصلی
- کیم اوک-بین در نقش شاهزاده سوهی/مویونگ[۴][۵]
- اوم ته وونگ در نقش یون چونگ[۶][۷]
- چه سانگ وو در نقش جوانی یون چونگ
- چوی مین-سو در نقش یئون گائه سمون
- کیم یونگ-چول در نقش پادشاه یئونگ نیو
- اون جو-وان در نقش جانگ (بعدا پادشاه بوجانگ)
- نو مین-وو در نقش یئون نامسائنگ
- پارک سو جین در نقش مو سئول
- لی جونگ شین در نقش شی وو